# المجزعة (صعدة)
المجزعه هي إحدى قرى الجمهورية اليمنية. وهي تتبع جغرافيًا لمحافظة صعدة. وإداريًا لمديرية كتاف والبقع. يبلغ تعداد سكانها 1530 نسمة حسب الإحصاء الذي جرى عام 2004.